# 郭緒
郭緒（1445年—1508年），字繼業，河南開封府太康縣人，民籍，明朝政治人物。

## 生平
成化十六年（1480年）庚子科河南鄉試第七十二名舉人。成化十七年（1481年）中式辛丑科會試第一百七十九名，三甲第一百九十名進士，工部觀政，出使楚府，后授戶部主事，督餉二十萬糧草供給陝西。之後歷任雲南參議，弘治十四年，以率數人之力平息當地土官酋族爭議。三年后，升爲四川右參政。明武宗繼位后，加俸一級。次年致仕歸。

## 家族
曾祖郭在豐，知縣；祖父郭浩；父郭杲，前母符氏；母楊氏。永感下。

## 延伸阅读
[在维基数据编辑]
 《國朝獻徵錄·卷之九十八》，出自焦竑《國朝獻徵錄》
 《明史卷一百六十五》，出自《明史》